# 玉兰大道站
玉兰大道站位于中华人民共和国安徽省合肥市蜀山区习友路与玉兰大道交叉口地下，是合肥轨道交通4号线的地铁车站。

## 车站结构
玉兰大道站位于习友路与玉兰大道交叉口，沿习友路东西向布置，车站为地下两层单柱双跨岛式站台，站台宽度11m。本站共设4个出入口，2组风亭，1座冷却塔。